# Holger Johansson
Holger Vilgot Roland Johansson, później Jernsten (ur. 18 stycznia 1911 w Göteborgu, zm. 14 lutego 1992 tamże) – piłkarz szwedzki grający na pozycji napastnika. W swojej karierze rozegrał 2 mecze i strzelił 2 gole w reprezentacji Szwecji.

## Kariera klubowa
Swoją karierę piłkarską Johansson spędził w klubie GAIS z Göteborga. Zadebiutował w nim w 1931 roku i grał w nim do 1940 roku.

## Kariera reprezentacyjna
W reprezentacji Szwecji Johansson zadebiutował 17 lipca 1932 roku w przegranym 3:4 towarzyskim meczu z Austrią, rozegranym w Sztokholmie. W 1936 roku był w kadrze Szwecji na igrzyska olimpijskie w Berlinie. W kadrze narodowej rozegrał 2 spotkania, oba w 1932 roku i strzelił w nich 2 bramki.